# Obersalzberg
Obersalzberg är en 1000 meter hög bergvägg ovanför Berchtesgaden i bayerska Alperna i Tyskland, nära gränsen till Österrike. Det är ett bergsområde där Adolf Hitler lät bygga sin bostad Berghof. Obersalzberg bestod av flertal nazistiska byggnader under Hitlers storhetstid och han lade ner mycket resurser på området.

## Historia

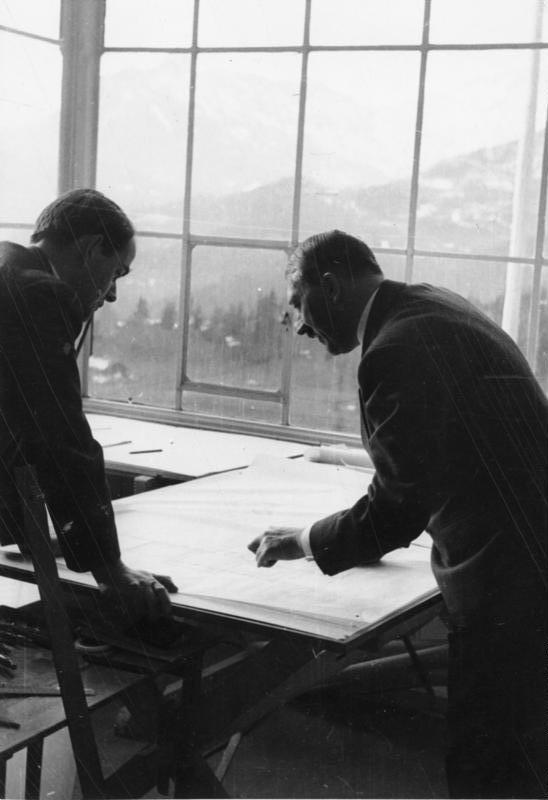
Hitler och Albert Speer i Obersalzberg 1938.

Redan innan Hitler dömdes till fängelse 1924 efter Ölkällarkuppen hade han fattat intresse för bergsområdet och hade planer på att återvända dit när hans fängelsetid var över. Om det var av strategiska eller estetiska skäl är okänt. Efter Hitlers fängelsetid hade han skrivit klart den första delen av Mein Kampf och den andra delen skrevs i Obersalzberg.
Efter att ha skrivit klart Mein Kampf och blivit ledare för Tyskland köpte han ett ställe i Obersalzberg som han döpte till Berghof. Det skulle fungera som bostad åt honom men även användas som regeringshögkvarter. Tehus, så som Mooslahnerkopf Teehaus och Kehlsteinhaus, byggdes enligt order från Hitler. Kehlsteinhaus är även känt som Eagle's Nest, eftersom det användes av de amerikanska militära styrkorna efter andra världskrigets slut.
1935 utrymde Hitler alla invånare i Obersalzberg, byggde ett bunkersystem under jorden och satte ut ett antal säkerhetsposter. Efter detta inbjöds nazistiska koryféer såsom Hermann Göring, Martin Bormann och Eva Braun att bo där på heltid. 1938 anlades en järnvägsstation för att Hitlers många beundrare skulle kunna ta tåget och få se honom.
Under 1944 vistades Hitler för sista gången i Obersalzberg och redan 25 april 1945 bombades stora delar av bergsområdet av Royal Air Force. De hade träffat en överenskommelse med den bayerska styrelsen och fick därmed tillåtelse att bomba. Området var säkrat och hade restriktioner fram till 1949.
Fram till 1996 användes dock Obersalzberg av den amerikanska militären som utpost. De byggde om Platterhof Hotel och döpte om det till General Walker Hotel. Men sedan USA lämnat Obersalzberg år 1996 revs det gamla hotellet året 2000. Eftersom Bayern tänkte förhindra att Obersalzberg skulle bli en minnes- och samlingsplats för nazister upprättades 1999 ett museum, Dokumentationszentrum Obersalzberg, där det gamla nazistiska gästhuset en gång legat. Dessutom byggdes ett nytt hotell (idag Kempinski Hotel Berchtesgaden).

## Lista över byggnader i Obersalzberg
- Berghof (Hitlers privata hem)
- Kehlsteinhaus ("Eagle's Nest")

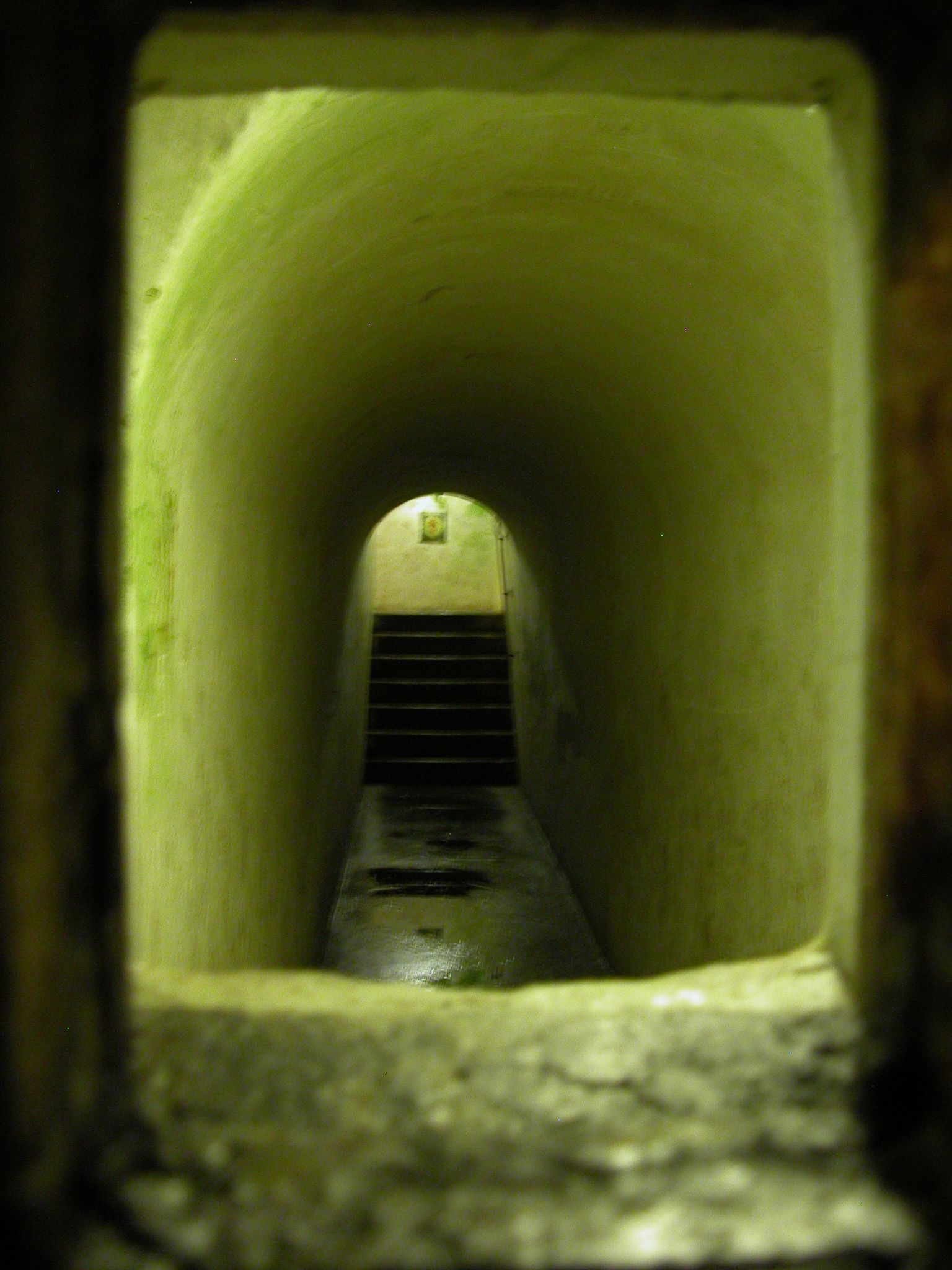
En del av tunnelsystemet.

- Platterhof (Senare känt som General Walker Hotel)
- Mooslahnerkopf Teehaus (Ett av Hitlers två kända tehus)
- Partei-Gästehauses (Idag känt som Dokumentationszentrum Obersalzberg)
- Kamphäusl (Här skrev Hitler del två av Mein Kampf)
- SS Kaserne (Kasernerna)
- Gärtnerei (Växthuset)
- Pension Moritz
- Hotel zum Türken
- Gutshof (Idag SkyTop Lodge, golfbana, restaurang)
- Martin Bormanns, Hermann Görings och Albert Speers hus.